# Fonds stratégique d'investissement
Pour les articles homonymes, voir FSI.
Le fonds stratégique d’investissement est un fonds créé par l'État français le 19 décembre 2008. Il s'agit d'un fonds souverain. Il a intégré bpifrance le 3 juillet 2013.

## Histoire
La France disposait déjà d'organismes pouvant être assimilés à des fonds souverains :
- la Caisse des dépôts et consignations gère environ 80 milliards d'euros (120 Mds$) ;
- le Fonds de réserve pour les retraites gère environ 33,8 milliards d'euros (50 Mds$)[1],[2].

La création d'un fonds souverain d'investissement a été décidée par le président de la République Nicolas Sarkozy le 30 octobre 2008, pour aider les entreprises françaises qui ont besoin de trouver des investisseurs stables pour financer leurs projets de développement. Les modalités de fonctionnement du fonds ont été précisées le 20 novembre suivant.
Lors de sa création, le fonds a été doté de 6 Mds d'euros par l'État. Sa dotation a ensuite augmenté, jusqu'à être portée à 20 milliards d’euros en 2011, dont :
- 14 Mds € apportés sous forme de participations détenues par la Caisse des dépôts et consignations et par l'État dans des entreprises considérées comme stratégiques (Air France, Renault, Chantiers de l’Atlantique...) ;
- 6 Mds € de fonds disponibles apportés par la Caisse des dépôts et l'État.

Le FSI a conclu un accord avec un fonds souverain d’Abou Dabi, Mubadala Development Company PJSC , en vue d’investissements conjoints dans des entreprises françaises. Le « Memorandum of Understanding » (protocole d’entente) qui établit un cadre de coopération en vue de réaliser des investissements conjoints dans des entreprises françaises, a été signé le 26 mai 2009, à l’occasion de la visite du président français Nicolas Sarkozy à Abou Dabi.
Au 31 décembre 2010, le montant total des actifs du FSI se monte à 21,8 milliards d'euros.
Le fonds se situe, par sa taille, à la 21e place mondiale des fonds souverains.
Pour accomplir ses missions et se développer, le fonds peut emprunter sur les marchés financiers.

## Missions

### Objectifs
Les objectifs qui ont présidé à la création du Fonds stratégique d’investissement sont :
- soutenir le développement des PME prometteuses qui ont souvent des difficultés à accéder aux financements ;
- sécuriser le capital d’entreprises stratégiques (d'après une préconisation dès 2005 d'Alain Juillet, alors Haut Responsable à l'intelligence économique au sein du SGDN et qui voulait créer un « In-Q-Tel à la française » à la suite de l'affaire Gemplus[7]) ;
- intervenir pour développer ou aider temporairement des entreprises à fort potentiel ou des projets industriels novateurs et audacieux, puis s'en désengager à moyen terme.

Le gouvernement s’est d’ailleurs défendu de vouloir :
- constituer un groupe national industriel intégré ;
- faire perdurer des entreprises non viables.

### Doctrine
Pour remplir les missions qui lui ont été confiées, le fonds :
- investit dans des projets rentables et qui génèrent des revenus ;
- détient toujours une minorité du capital des entreprises dans lesquelles il investit ;
- n'agit pas seul mais avec des partenaires privés ;
- investit à long terme mais, sans que la durée de l'investissement soit préalablement fixée. Toutefois, pour que le fonds puisse être réactif et disposer de liquidités pour agir rapidement, il devra faire tourner son portefeuille.

## Organisation

Logo de la Caisse des dépôts

Le fonds stratégique d’investissement a été créé sous la forme d'une société anonyme. Le capital est détenu :
- à 51 % par le groupe Caisse des dépôts (établissement public spécial placé sous le contrôle du Parlement) ;
- à 49 % par l'État (Agence des participations de l'État).

D’autres actionnaires, français ou étrangers, pourront entrer ultérieurement dans le capital, sous réserve qu'ils adhèrent à la doctrine d’investissement et que la Caisse des Dépôts conserve le contrôle du fonds.
La direction du fonds est répartie entre deux structures :
- Un conseil d'administration, composé de sept membres[8], 
  - 2 représentants de la Caisse des Dépôts :
    - Jean-Pierre Jouyet, Président du Conseil d’administration ; directeur général de la Caisse des dépôts
    - Antoine Gosset-Grainville, Directeur général adjoint de la Caisse des dépôts.

  - 2 représentants de l’État :
    - Jean-Dominique Comolli, Commissaire aux participations de l’État
    - Luc Rousseau, Directeur général de la direction du commerce de l’industrie et de services (CIS).

  - 3 personnalités qualifiées :
    - Patricia Barbizet, Directeur général d’Artemis
    - Denis Ranque, Président non-exécutif de Technicolor
    - Denis Kessler, Président directeur général de Scor

  - Un directeur général chargé de diriger le fonds dans le cadre de la politique générale fixée par le conseil d'administration. Cette fonction est occupée par Jean-Yves Gilet depuis le 20 septembre 2010. Il succède à Gilles Michel qui avait été désigné, par le conseil d'administration, le 19 décembre 2008, comme premier directeur général du fonds[9].

Un Comité d’orientation stratégique, composé de représentants des entreprises, des organisations syndicales ainsi que de personnalités qualifiées, garantit la cohérence et les équilibres de la stratégie du fonds. Il est présidé par Jean-François Dehecq.
Un Comité d’investissement examine les projets d’investissement proposés par les équipes opérationnelles et émet des recommandations. Il est présidé par Patricia Barbizet.

## Participations au capital d'entreprises
Le FSI possède une participation au capital des entreprises suivantes :
- 3S Photonics, depuis mai 2009
- Aéroports de Paris
- Accor
- AD-Industrie, depuis décembre 2011
- Air France, depuis 2008
- Air liquide
- Alcatel-Lucent
- Altran Technologies
- Assystem
- Avanquest Software, depuis novembre 2009
- Bontoux, depuis décembre 2009
- Bull, depuis août 2011
- Carbone lorraine, depuis octobre 2009
- Cegedim, depuis octobre 2009
- Cellectis, depuis septembre 2011
- Cerenis Therapeutics, depuis juillet 2010
- CGGVeritas, depuis juin 2010[10]
- Chantiers de l’Atlantique, depuis 2008
- CMA-CGM, depuis octobre 2012
- Constellium (ex-Alcan Engineered Products, ex- Pechiney), depuis août 2010
- Cylande, depuis mai 2010
- Dailymotion, depuis octobre 2009
- Daher, depuis mars 2009
- Danone
- DBV Technologies, depuis mars 2012
- De Dietrich Process Systems, depuis juillet 2011
- Eiffage
- Embaltech, depuis juin 2012
- Eramet, depuis mai 2012
- Ercom, depuis juin 2011
- Eutelsat Communications
- Farinia Group, depuis mars 2009
- FMX, depuis juillet 2012
- Forenap, depuis octobre 2009
- Frey Nouvelles Énergies, depuis 2009
- Gemalto, depuis mai 2009
- GLI International (Gaz Liquéfiés Industrie), depuis janvier 2010
- Groupe Altrad
- Groupe Carso, depuis 2011
- Groupe Limagrain Holding (maison mère de Vilmorin), depuis mars 2010 (décision à cette date d'apporter 150 millions d'euros à la firme semencière[11])
- Groupe Gorgé, depuis décembre 2011
- Groupe Grimaud, depuis juillet 2010
- Groupe NGE, depuis juillet 2011
- Groupe Gruau, depuis janvier 2010
- Groupe Lagardère
- Imerys
- Initiative Pour la santé, depuis février 2010
- INSIDE Contactless, depuis mai 2010
- Led to Lite, depuis 2009
- Mäder, depuis mai 2010
- Mecamidi, depuis septembre 2009
- Meccano, depuis 2009
- Mecachrome, depuis septembre 2009
- Mersen
- Nexans, depuis juillet 2009[12]
- Nexity
- Nexway
- Nicox, depuis novembre 2009
- Novasep, depuis mars 2012
- Orange
- OpenPortal, depuis septembre 2009
- Qosmos, depuis septembre 2011
- Renault, depuis 2008
- Riou Glass, depuis janvier 2012
- SAUR
- Schneider Electric
- Séché Environnement
- Sequana, depuis juin 2012
- Siclaé, depuis octobre 2010
- SODEXO
- SOPROL (et sa filiale Saipol)
- STMicroelectronics
- STX France
- TDF
- Technip, depuis 2009
- Tinubu Square, novembre 2011
- Tokheim, depuis juin 2012
- Translohr (49 %), depuis juin 2012[13]
- Ubisoft Entertainment
- Valeo, depuis mars 2009
- Vallourec
- Vergnet, depuis avril 2011
- Viadeo, depuis avril 2012
- Vivendi
- Windhurst Industries (afin de financer l'acquisition de 51 % du groupe Parisot), prévu au 1er trimestre 2011, mais ce holding a éclaté à la mi-octobre 2013 après plusieurs procédures de sauvegarde et liquidations judiciaires d'entreprises[14])
- Zodiac Aérospace